# Veines jéjunales
Les veines jéjunales drainent le jéjunum et sont des affluents de la veine mésentérique supérieure. 